# 隱棘薄躄魚
隱棘薄躄魚，又稱隱刺躄魚，俗名五腳虎，是輻鰭魚綱鮟鱇目躄魚亞目躄魚科的其中一種。

## 分布
本魚分布於西太平洋，北至台灣，南至澳洲南部。

## 深度
水深5－130公尺。

## 特徵
本魚體裸出無棘，頭極寬大，卵圓形，腹部膨大，吻短。眼小。口裂大，下頜突出；上下頜、鋤骨及腭骨均具齒。鰓孔小。邊緣具小皮辨；背鰭兩個，具3棘，第一背鰭特化為吻觸手，吻觸手極小，隱藏皮下外表無法看出；第二背鰭長，具軟條13－16枚；臀鰭具軟條6－9枚；腹鰭顯然短於胸鰭；胸鰭軟條8－9枚；尾鰭圓形。背鰭及臀鰭之最後鰭條因與尾鰭相連以致無法看出尾柄的界限；體粉紅色具若干暗色斑。體長可達9公分。

## 生態
為淺海珊瑚礁底棲魚類，肉食性，以吻觸手捕食小魚。所產之卵，形成絲狀團狀，具有漂浮力。和其他躄魚不同的是，親魚能選擇性照料一窩中少數較為大型的卵，期以提早孵育成較大型之幼魚。

## 經濟利用
無任何經濟價值，僅供學術研究。